# Adam Nolan
Adam Patrick Nolan (* 11. März 1987 in Wexford) ist ein ehemaliger irischer Boxer im Weltergewicht. Er war unter anderem 2012 Olympiateilnehmer sowie 2013 und 2015 jeweils EM- und WM-Teilnehmer.

## Boxkarriere
Adam Nolan gewann 2010 eine Bronzemedaille bei den irischen Meisterschaften nach einer Halbfinalniederlage gegen William McLaughlin, gewann jedoch im Jahr darauf bereits den irischen Meistertitel mit einem Finalsieg gegen Karl Brabazon. 2012 besiegte er Craig McCarthy, Michael O’Reilly, diesmal auch William McLaughlin und im Finale John Joyce, wodurch er seinen zweiten irischen Meistertitel in Folge gewann. Er nahm auch am Chemiepokal in Deutschland teil und schlug dort Vasile Belous und Abdülkadir Köroğlu, ehe er mit einer Bronzemedaille gegen Araik Marutjan ausschied.
Im April 2012 gewann Nolan die europäische Olympiaqualifikation in Trabzon mit Siegen gegen Tomasz Kot aus Polen, Tamerlan Abdullajew aus Aserbaidschan, Ionuț Gheorghe aus Rumänien und Patrick Wojcicki aus Deutschland. Er startete anschließend bei den Olympischen Spielen 2012 in London und besiegte in der Vorrunde Carlos Sánchez, verlor jedoch im Achtelfinale gegen Andrei Samkowoi.
2013 wurde er wieder irischer Meister mit einem Finalsieg gegen William McLaughlin, scheiterte aber bei den Europameisterschaften 2013 im Achtelfinale an Bogdan Schelestjuk. Beim französischen Drei-Nationen-Turnier gewann er Gold durch Siege gegen Souleymane Cissokho und Tomasz Kot, zudem startete er noch bei den Weltmeisterschaften 2013, wo er diesmal in der Vorrunde mit 1:2 gegen Souleymane Cissokho unterlag.
Nachdem er 2014 im Finale der nationalen Meisterschaften gegen Steven Donnelly verloren hatte, wurde er 2015 und 2016 noch jeweils irischer Meister und schlug in den Finalkämpfen John Joyce und Michael Stokes. Im März 2015 gewann er das finnische Gee-Bee-Turnier gegen Youba Sissokho, Oliver Flodin und Chris Mbwakongo. Im Juni 2015 nahm er an den Europaspielen teil und erreichte mit siegreichen Kämpfen gegen Alban Beqiri und Dario Morello das Viertelfinale, wo er knapp mit 1:2 gegen Josh Kelly ausschied. 
Bei den Europameisterschaften 2015 erreichte er gegen Önder Şipal und Radschab Butajew das Viertelfinale und unterlag dort gegen Pawel Kastramin. Zudem unterlag er in der Vorrunde der Weltmeisterschaften 2015 mit 1:2 gegen Eimantas Stanionis.
Darüber hinaus bestritt er 2015 zwei Kämpfe für das Team Italia Thunder in der World Series of Boxing.

## Hurling
Neben dem Boxen betrieb Nolan auch die Sportart Hurling und gewann 2016 mit der Mannschaft Oulart-the-Ballagh die Meisterschaft des Countys Wexford. Um sich in Zukunft mehr auf das Hurling zu konzentrieren, gab er im Januar 2017 seinen Rücktritt vom Boxsport bekannt.